# Daniel Coelho de Souza
Daniel Queima Coelho de Souza (Belém, 29 de novembro de 1916 - 9 de junho de 1998) foi um jurista, advogado e professor brasileiro. Foi reitor da Universidade Federal do Pará (UFPA), onde era professor catedrático de Introdução ao Estudo do Direito.
Era membro da Academia Paraense de Letras.

## Carreira
Formado em Ciências Jurídicas e Sociais em 1937, Daniel Coelho de Souza exerceu desde então a advocacia e foi presidente da seção paraense da Ordem dos Advogados do Brasil (OAB) entre 1964 e 1967.
Foi, também, procurador judicial da Companhia de Saneamento do Pará (Cosanpa), secretário geral do Estado, secretário de Estado do Interior e Justiça, consultor geral do Estado do Pará e membro do conselho deliberativo da Superintendência do Desenvolvimento da Amazônia (Sudam).
Dentre as funções desempenhadas na Universidade Federal do Pará, foi professor catedrático de Introdução ao Estudo do Direito, professor titular de História da filosofia, chefe do Departamento de Direito privado, coordenador do curso de especialização em Ciências Jurídicas, membro do Conselho Superior de Administração e, entre 1981 e 1985, reitor da universidade.
Ocupou a cadeira nº 35 da Academia Paraense de Letras.
O Tribunal de Justiça do Estado do Pará homenageou Coelho de Souza dando seu nome ao edifício do Fórum Cível de Belém.

## Livros publicados
- Os novos ideais. Belém: Instituto Laudo Sodré, 1938 (em colaboração com Cécil Meira e R. de Souza Moura).
- Problemas do direito moderno. Belém: Lv. Contemporânea, 1943.
- Aspectos do problema de defesa das constituições. Belém: Editora da Universidade Federal do Pará, 1959.
- Interpretação e democracia. Belém: s. ed., 1946. - 2ª ed. São Paulo: Revista dos Tribunais, 1980.
- Pareceres. Belém: Imprensa Oficial, 1960.
- Introdução à ciência do direito. Rio de Janeiro: Fundação Getulio Vargas, 1972. - 2ª ed. São Paulo: Saraiva, 1983.
- Direito, justiça e igualdade. Belém: Cejup, 1980.